# Henrik Østervold
Henrik Olsen Østervold (ur. 13 stycznia 1878 w Austevoll, zm. 21 sierpnia 1957 w Fanie) – norweski żeglarz, olimpijczyk, zdobywca złotego medalu w regatach na Letnich Igrzyskach Olimpijskich w 1920 roku w Antwerpii.
Na Letnich Igrzyskach Olimpijskich 1920 zdobył złoto w żeglarskiej klasie 12 metrów (formuła 1907). Załogę jachtu Atlanta tworzyli również Jan Østervold, Ole Østervold, Kristian Østervold, Hans Næss, Halvor Møgster, Halvor Birkeland, Rasmus Birkeland i Lauritz Christiansen.
Jego braćmi byli Jan Østervold, Kristian Østervold i Ole Østervold.